# Diádkovychi (Rivne)
Diádkovychi (ucraniano: Дя́дьковичі; polaco: Dziatkiewicze) es un municipio rural y pueblo de Ucrania, perteneciente al raión de Rivne de la óblast de Rivne.
En 2018, el municipio tenía una población de 5718 habitantes, de los cuales unos mil trescientos vivían en el propio pueblo y el resto repartidos en 16 pedanías. El municipio se fundó en 2018 mediante la fusión de los hasta entonces consejos rurales de Diádkovychi, Verjivsk y Mali Shpakiv. Además de estos tres pueblos, pertenecen al municipio otros catorce: Velyki Shpakiv, Huménnyky, Dvorovychi, Zaritsk, Iványchi, Kryvychí, Makoterty, Mýlostiv, Peredily, Peresópnytsia, Pidhirtsi, Ploska, Shostakiv y Yasynýnychi.
Se conoce la existencia del pueblo en documentos desde 1467. Fue una localidad rural hasta el siglo XX, cuando se desarrolló como un área periférica de la ciudad de Rivne. Antes de la fundación del actual municipio en 2018, Diádkovychi era sede de un consejo rural que únicamente incluía como pedanía a Mýlostiv.
El pueblo se ubica unos 10 km al oeste de Rivne, junto a la carretera T1806 que lleva a Mlýniv.